# Ion Chilaru
Ion Chilaru (în ucraineană Іон Кіла́ру; n. 15 februarie 1937, Molnița, Cernăuți, Cernăuți, Ucraina – d. 3 iunie 1994, Cernăuți, Ucraina) a fost un poet, jurnalist și traducător român din Ucraina.

## Biografie
Ion Chilaru s-a născut în 1937 în Molnița, pe atunci parte a României, într-o familie numeroasă. Tatăl său era orb, fiind îngrijit de mama lui. În anul 1960 a absolvit Facultatea de Limbi Străine din cadrul Universității din Cernăuți.
A fost director al școlii din Molnița în perioada 1960-1962. În anul următor a devenit redactor-șef adjunct al ziarului regional Bucovina Sovietică (Радянська Буковина). În perioada 1970-1994 a fost redactor-șef al ziarului Zorile Bucovinei, singurul în limba română. În 1979 a absolvit Școala Superioară de Partid din cadrul Comitetului Central al PCUS. 

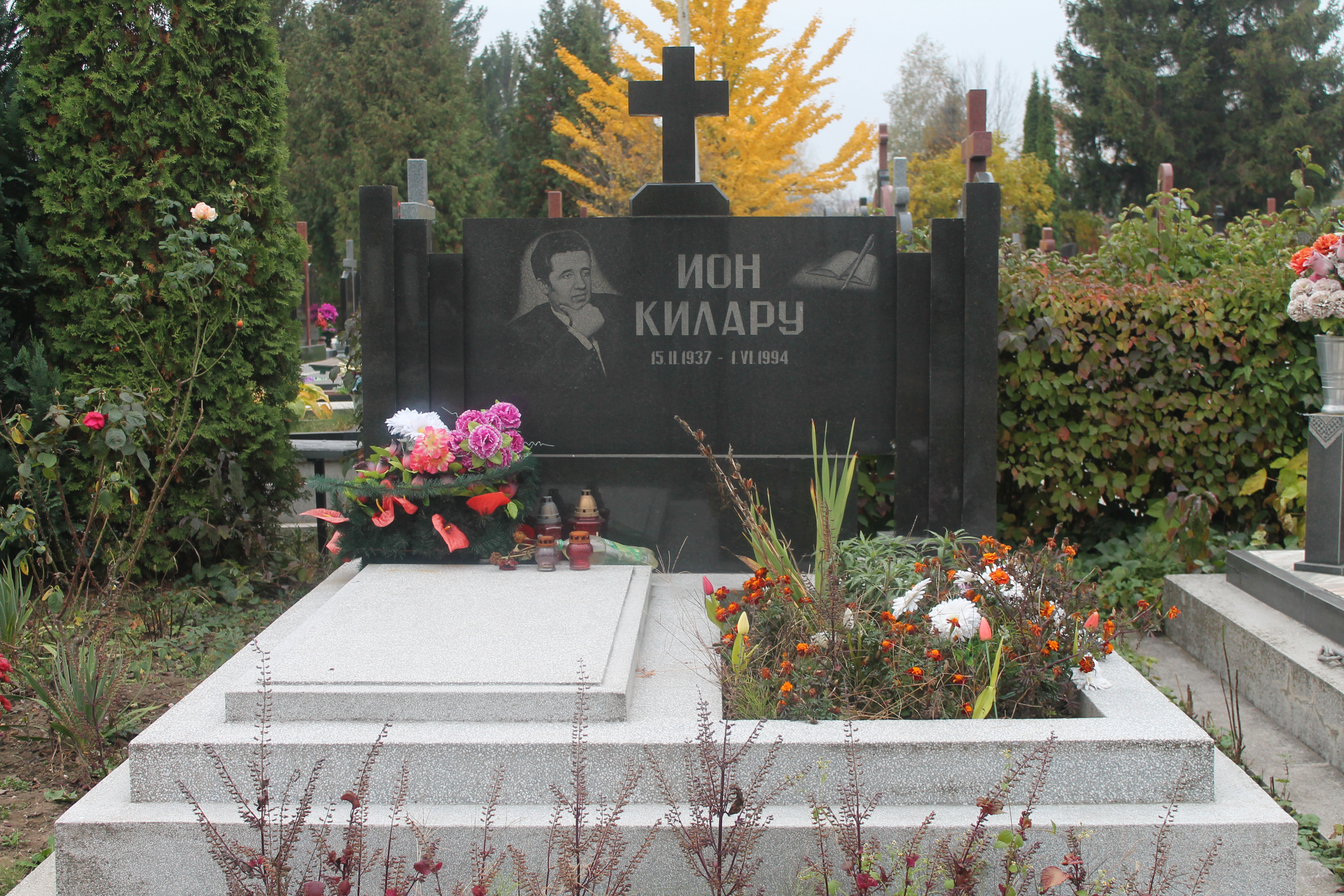
Mormântul lui Ion Chilaru din Cimitirul Central din Cernăuți.

Scriitorul a decedat în 1994 la Cernăuți, fiind înmormântat în Cimitirul Central. 

## Cinstirea memoriei
O stradă din Cernăuți, precum și biblioteca din Molnița, îi poartă numele.